# Віковий дуб (Черкаський район)
Віковий дуб — ботанічна пам'ятка природи місцевого значення. Об'єкт розташований на території Черкаського району Черкаської області, квартал 39 виділ 4 Канівського лісництва.
Площа — 0,01 га, статус отриманий у 1975 році.